# 小埔心
小埔心，是臺灣彰化縣埤頭鄉的一個傳統地域名稱，也是全鄉行政中心所在地，位於該鄉西部。相較於今日行政區，其範圍大致包括永豐村南部凸出部分、合興村、平原村北部凸出部分。

## 歷史
台灣清治末期至日治初期，小埔心地區為一街庄，稱為「小埔心庄」，隸屬於東螺西堡。該庄北與崙仔庄為鄰，東北邊凸出部分的東側與埤頭庄為鄰，東與連交厝庄為鄰，南邊為大湖厝庄，西邊為𥕟磘庄。
1901年（日治明治三十四年）11月，全台廢縣廳改設二十廳，該庄隸屬於彰化廳。1903年（明治三十六年）6月，該庄編入「小埔心區」，隸屬於彰化廳。1909年（明治四十二年）10月，合併二十廳為十二廳，小埔心區改隸屬於臺中廳。1920年（大正九年），廢廳、支廳、區、街庄（舊制）改設州、郡、街庄（新制）、大字，該庄改制為「小埔心」大字，隸屬於臺中州北斗郡埤頭庄。
戰後埤頭庄改制為埤頭鄉，隸屬於臺中縣，大字亦改制為村。1950年10月，中、彰、投分治，埤頭鄉改隸屬彰化縣。

## 聚落
本地區發展較早的聚落為小埔心、江西店，在日治期初期的官方地圖上已有記載。此外，本地區尚有水菜籃聚落。

## 交通
省道台19線又稱「中央公路」，是彰化至台南永康的幹道，大致以北北東—南南西走向轉西北—東南走向繞大彎轉東微南—西微北走向再轉東北—西南走向繞過小埔心地區的東半側外圍。由該道路向北北東可前往溪湖、埔鹽、福興東南端、秀水等地，向西南可前往竹塘、二崙、崙背、土庫西北端、褒忠等地。
縣道145號（彰水路三段～二段）是埤頭至六腳鄉港尾寮的道路，其北側端點位於本地區東北部的縣道150號路口。由此向南南西轉南至本地區東部邊界後轉南沿邊界地帶而行，出境後經省道台19線路口可前往西螺、虎尾、土庫、元長等地。
縣道150號（斗苑東路）是芳苑至南投的道路，大致以西北西—東南東走向經過本地區北部。由該道路向西北西可前往二林、芳苑並止於省道台17線舊線路口，向東南東經省道台19線路口後轉東南可前往國道1號北斗交流道、北斗、田中、名間西北部、南投等地。
鄉道彰152線（稻香路）是海豐崙至小埔心的道路，其西南側端點位於本地區東部近邊界地帶偏北的省道台19線舊線（彰水路三段）路口。由此向東出境後可前往連交厝、埤頭、溪子頂西端、溪子頂與海豐崙交界地帶並止於鄉道彰141線路口。
鄉道彰137線（崙子南路、興安街）是十一號至埤頭的道路，其南側端點位於本地區北部邊界地帶的省道台19線舊線（彰水路三段）路口。由此向北北西轉北微東可前往崙子、周厝崙並止於其東北部的鄉道彰128號路口。

## 學校
- 合興國小

## 廟宇
- 埤頭合興宮（媽祖廟）